# Nasdaq Tallinn
Nasdaq Tallinn, також Талліннська фондова біржа — фондова біржа у Таллінні, Естонія. Разом з біржами Стокгольму, Гельсінкі, Риги й Вільнюсу входить до групи бірж Nasdaq Inc (раніше NASDAQ OMX). Це єдина регульована біржа в Естонії. Головним фондовим індексом біржі був TALSE, пізніше перейменований в OMX Tallinn.

## Історія
Заснування Центрального депозитарію (ест. Eesti Väärtpaberite Keskdepositoorium) в 1994 році створила основу для розвитку вторинного ринку на основі електронної торгової системи. Фондову біржу Таллінна було засновано в квітні 1995 року 10 комерційними банками, 9 брокерськими фірмами і державними гравцями (HüvitusFond, Банк Естонії, і Міністерство фінансів), що отримали рівні частини біржі. Ліцензована Міністерством фінансів, Талліннська фондова біржа відкрилася для торгівлі 31 травня 1996 року зі 11 цінними паперами. 3 червня 1996 року було першим днем розрахунку для індексу TALSE.  
24 вересня 1999 року альянс Nordic Exchanges (Norex) офіційно запросив Талліннську фондову біржу, поряд з Ризькою фондовою біржею і Національною фондовою біржею Литви, почати переговори про потенційне злиття з альянсом.  
28 травня 2001 року балтійські біржі і Norex офіційно оголосили, що вони призупинили подальшу співпрацю.
У жовтні 2000 року Таллінська фондова біржа і Естонська CSD утворили, на основі двох компаній, групу під одним стратегічним управлінням.   
У квітні 2001 року HEX Group з Фінляндії придбала стратегічну власність у Таллінській фондовій біржі. Торгівля естонськими цінними паперами в системі HEX Trading розпочалася 25 лютого 2002 року.   
4 вересня 2003 року у перший день операцій на OMHEX, було утворено нову партненрську компанію Hex Tallinn, створену злиттям Swedish OM і Finnish HEX.
У 2004 році в результаті злиття між фінськими та шведськими операторами ринку цінних паперів в OMX, Талліннська фондова біржа прийняла нову торгову платформу.   
У 2007 році був запущений альтернативний ринок “First North”.   
У 2008 році NASDAQ та OMX злилися; була утворена NASDAQ OMX Group, Inc. OMX Tallinn став NASDAQ OMX Tallinn.
У 2014 році NASDAQ OMX Group, Inc. змінив свою ділову назву на Nasdaq, Inc. Nasdaq OMX Tallinn став Nasdaq Tallinn.   

## Керівництво
Голова правління — Kaarel Ots, член правління — Daiga Auziņa-Melalksne.
Голова Ради від Nasdaq — Arminta Saladžienė. Заступник голови ради від Nasdaq — Teuvo Rossi. Член ради від Nasdaq — Christina Werner.

## Компанії, акціями котрих торгують на біржі

### І-список (I-List)
- Kalev (KLV1T)
- PTA Grupp (PTAAT)
- Saku Õlletehas (SKU1T)
- Tallinna Farmaatsiatehas (TFA1T)
- Viisnurk (VNU1T)